# Roxbury (Boston)

Barrios de Boston.

Roxbury es un antiguo municipio,  disuelto e incorporado en 1846, en la actualidad uno de los  21 barrios  de Boston, ciudad del estado de  Massachusetts en los Estados Unidos.

## Historia
Roxbury fue una de los primeros lugares fundadas durante  la Colonia en la Bahía de Massachusetts (Massachusetts Bay Colony), corría el año de 1630.
En 1846 se convirtió en municipio que fue anexionado a Boston el 5 de enero de 1868.
En 1916 el futuro cardenal Francis Joseph Spellman fue párroco de All Saints Church.